# Robert Holzknecht von Hort
Robert Holzknecht, seit 1884 Holzknecht Ritter von Hort (* 2. April 1838 in Tischnowitz, Markgrafschaft Mähren; † 12. Juli 1918 in Wien) war ein österreichischer Verwaltungsjurist und Justizminister.

Robert Holzknecht Ritter von Hort

## Leben
Robert Holzknecht besuchte das Gymnasium in Tischnowitz und studierte Rechtswissenschaften an den Universitäten Wien und Graz. Nach der Promotion zum Dr. jur. in Graz 1866, ging er beim Wiener Landesgericht in den Staatsdienst und wurde 1879 ins Justizministerium versetzt. 1881 zum Ministerialsekretär befördert, wurde er dann beurlaubt um in Portugal als Erzieher des königlichen Prinzen Alfons zu arbeiten. 1883 kam er zurück ins Justizministerium, wo er 1891 Ministerialrat und 1906 Sektionschef wurde. 1884 wurde er von Kaiser Franz Joseph I. mit dem Adelsprädikat „von Hort“ in den Ritterstand erhoben.
Von 15. November 1908 bis 10. Februar 1909 amtierte Holzknecht als österreichischer Justizminister in der Beamtenregierung Bienerth. Er war, so wie seine meisten Ministerkollegen als rangältester Sektionschef seines Ministeriums berufen worden. Als das auf parlamentarischer Basis gebildete zweite Kabinett Bienerth gebildet wurde, löste ihn Viktor von Hochenburger als Minister ab. 1910 ging er in Pension.
Am 16. November 1911 kam es in Holzknechts Wohnung in der Bäckerstraße 10 in der Wiener Innenstadt zu einem Mordanschlag. Seine 24-jährige Tochter Marie und sein 17-jähriger Sohn Georg starben durch Revolverschüsse des 26-jährigen Rechtspraktikanten Richard Matkovic, der neun Jahre Hauslehrer der Familie gewesen war. Der 21-jährige Sohn Robert überlebte einen Lungenschuss. Matkovic erschoss sich selbst. Das Motiv der Tat war vermutlich Holzknechts Weigerung Matkovic als Schwiegersohn zu akzeptieren.